# 鹿狩りの寓話

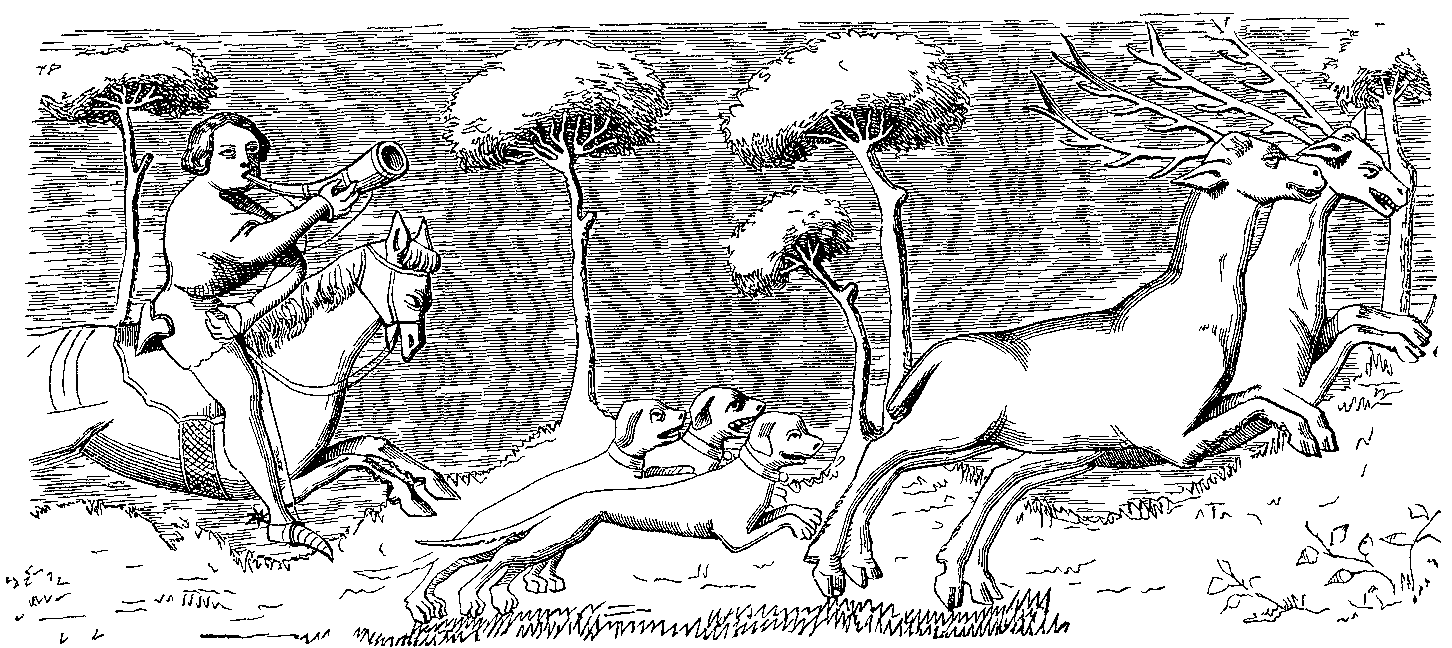
鹿狩り

鹿狩りの寓話（しかがりのぐうわ、英語:The Stag Hunt）とはルソーの著書『人間不平等起源論』に登場する、協力の難しさ、相互不信に関するたとえ話である。

## 内容
数人の飢えた狩人が、一致協力して鹿（長期的な全体の利益）を射止めれば全員の命が助かるのに、目の前に兎（短期的な個人の利益）が現れると、たとえ自分は兎に手を出すつもりがなくても、仲間の誰かが約束を破って手を出すのではないか、そうすれば裏切った彼が生き延びて約束を守った自分が命を落とすことになるのではないかと、仲間を信用できなくなり、先に兎に手を出す強い誘惑に駆られる人間の弱さを描いたものである。  

## 応用
国際政治学者のケネス・ウォルツは著書『人間・国家・戦争ー国際政治の3つのイメージ』においてこの寓話を用いて国家間協力の難しさを説明し、ルソーの分析は、紛争が人間の社会問題においてどの程度まで必然的に起こるのかということを明らかにしている、と評している。また、この寓話を応用したゲーム理論も存在する。